# 台东三路
台东三路是位于中华人民共和国山东省青岛市市北区中西部（即原台东区中部）的一条道路，以“台东”之名称加序数命名。该道路第一次日占时期（1914年－1922年）称，1923年改称台东三路，沿用至今。
台东三路是青岛老城区的一条东南-西北向的商业步行街。道路全长990米，宽10米，横越威海路段有带电动扶梯的人行天桥。